# Palpo

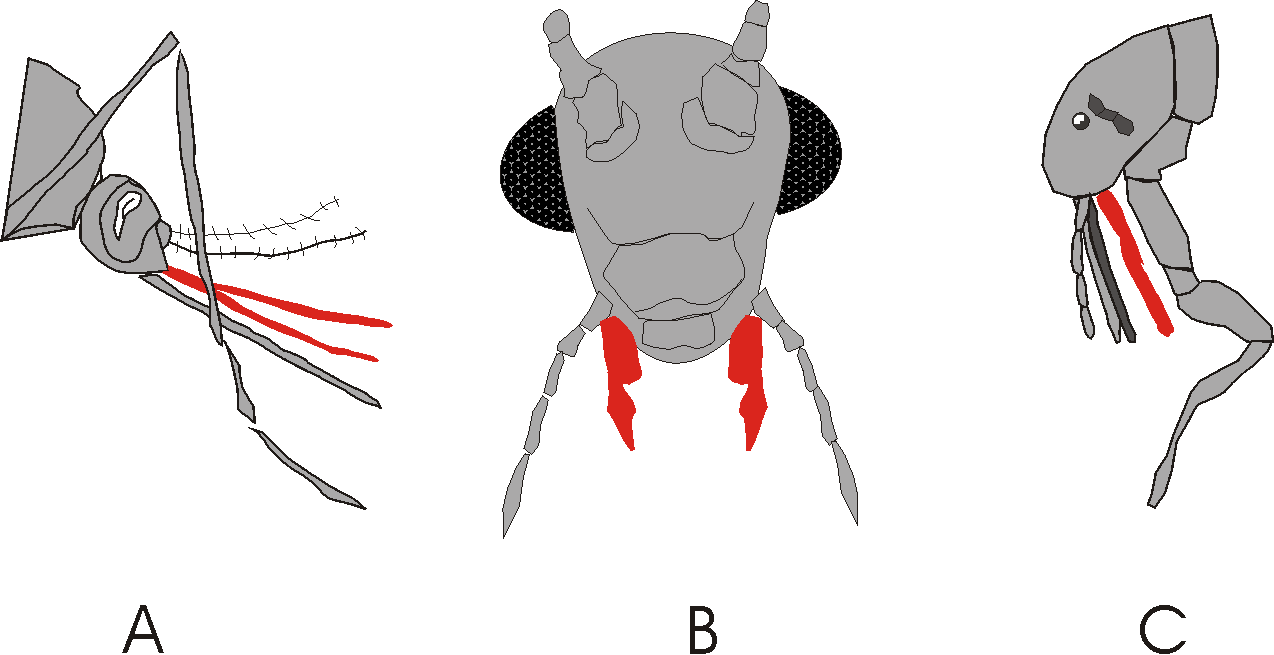
Representação esquemática dos palpos (a vermelho) nas espécies: A melga, B gafanhoto, C pulga

Os palpos (do latim palpus, «carícia; toque») são o par de peças bucais articuladas e móveis situados aos lados da boca dos insectos, cuja função é essencialmente sensorial, sendo certo que, nalguns casos, também podem desempenhar funções sexuais. São dotados de estruturas especializadas denominadas sensilas, ligadas ao sistema nervoso.
Nos vermes poliquetas, há um par de palpos em volta da boca.
Nos moluscos, a exemplo do mexilhão, a boca é contornada de palpos que permitem trazer os alimentos à boca. 
Os palpos existem também nos artrópodes.